# Хильтбранд, Луи
Луи Хильтбранд (фр. Louis нем. Hiltbrand; 16 апреля 1916 — 29 мая 1983) — швейцарский композитор и музыкальный педагог.
С 1949 г. ассистент Дину Липатти в классе специального фортепиано Женевской консерватории. После смерти Липатти в 1950 году возглавил класс и преподавал на протяжении многих лет; среди его учеников, в частности, Юг Дюфур, отмечавший особое влияние Хильтбранда на становление своих идей, а также Роберт Майек, Доминик Мерле и другие. В 1969 году основал в городе Тонон-ле-Бен фестиваль «Международные музыкальные встречи» (фр. Rencontres musicales internationale), которым руководил до конца жизни; фестиваль проводился до 1993 года.